# Paul Graham

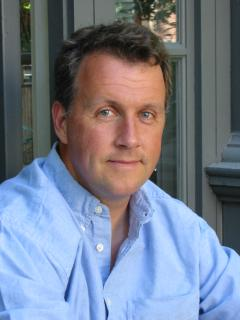
Paul Graham

Paul Graham (* 13. November 1964 in Weymouth, Dorset) ist ein englischer Programmierer sowie Autor.

## Leben
Graham studierte an der Cornell University und schloss dort mit dem Bachelor of Arts ab. Später erwarb er in Harvard den Doktorgrad in Informatik. Außerdem studierte er Kunst an der Rhode Island School of Design (RISD) und an der Accademia delle Arti del Disegno in Florenz. Er arbeitete als Berater für das US-Energieministerium, für DuPont und Interleaf.
1995 gründeten Graham und Robert Tappan Morris das Unternehmen Viaweb, dessen Hauptprodukt – zum großen Teil in LISP geschrieben – es den Benutzern ermöglichte, ihren eigenen Onlineshop zu erstellen. Im Sommer 1998 verkaufte er Viaweb an Yahoo, wo das Viaweb-Zugpferd zum Yahoo! Store wurde. Seit 2001 arbeitet Graham an der Programmiersprache Arc, einem LISP-Dialekt. Des Weiteren schreibt er Essays, wie Why Nerds are Unpopular, Great Hackers und A Plan for Spam. In Letzterem machte er die einfache bayessche Klassifikation (engl. Naive Bayesian Classification) als Mittel zur Spamabwehr bekannt. Eine Reihe seiner Essays ist in Buchform unter dem Titel Hackers and Painters: Essays on the Art of Programming (O’Reilly Media, 2004) veröffentlicht worden. 2005 gründete er zusammen mit Robert Morris, Trevor Blackwell und Jessica Livingston den Seed Accelerator Y Combinator. Er ist Autor der Bücher On Lisp (Prentice Hall, 1993), ANSI Common Lisp (Prentice Hall, 1995) und Hackers & Painters (O’Reilly Media, 2004).

## Konflikteskalations-Modell

Grahams Modell „Hierarchy of Disagreement“ (Hierarchie der Meinungsverschiedenheiten)

In seinem Essay „How to disagree“ analysierte Graham im Jahre 2008, wie Menschen sich in Diskussionen insbesondere im Internet hineinsteigern. Er klassifizierte dabei Argumente in unterschiedliche Stufen ihrer Wirkung und wollte damit auch Hilfen zur Deeskalation in Konflikten geben. Ähnlich wie das Modell der Konflikteskalation nach Friedrich Glasl bietet es die Möglichkeit, durch analytische Methoden Konflikte zu lösen.